# Терские меннонитские колонии
Терские меннонитские колонии — группа колоний-поселений немцев-меннонитов на Присулакской низменности Терской области. В настоящее время представляет собой группу посёлков в Бабаюртовском районе Республики Дагестан, объединенных общим названием Львовский и имеющие лишь различие в порядковом номере (в народе — Львовские номера).

## История возникновения и развития
В 1901 году немецкими переселенцами из Молочанского меннонитского округа было приобретено 66 960 акров земли у братьев князей Александра Николаевича и Константина Николаевича Львовых в Присулакских степях. На этой земле ими были основаны 13 колоний-поселений, ещё две колонии были образованы позже в 1904 г. На новое место поселения прибыло 3400 человек из Таврической, Екатеринославской и Херсонской губерний. Каждой вновь прибывшей семье предоставлялось 108 акров земли. В свою очередь, вновь образованные колонии состояли из 24-35 дворов. Центром колониальных поселений была выбрана колония Николаевка № 9. Колонии развивались довольно быстро. Каждая колония имела своего старосту, кроме того существовал также верховный староста.
После революции 1917 года и начала гражданской войны колонии стали подвергаться частым набегам со стороны чеченцев и ногайцев. Они грабили дома, убивали жителей, угоняли скот. Не дождавшись никакой защиты со стороны властей, поселенцы решили выехать из Дагестана. Первый поток беженцев направился в сторону Хасавюрта 8 февраля 1918 года, а 18 февраля они полностью были вывезены за пределы области. Как правило, беженцы далеко не уезжали, а оседали в других регионах Кавказа.
После окончания гражданской войны, в 1920 году, правительством Дагестана была предпринята попытка возвращения немецких поселенцев. Им были гарантированы безопасность и возвращение потерянного имущества. В 1921 году вернулись первые 60 семей, в 1922 г. ещё 45. Они поселились в колониях № 1, 2, 3, 4, 5 и 9. Вернувшиеся беженцы застали на месте своих колоний только руины, им пришлось заново отстраивать дома и церкви. Но через некоторое время кражи и убийства начали повторяться. В 1925 году большая часть терских меннонитов покинула свои дома, перебравшись большей частью в Канаду. 

По секретному постановлению ГКО № 827сс «О переселении немцев из Дагестанской и Чечено-Ингушской АССР» от 22 октября 1941 года оставшаяся часть поселенцев была выслана из Дагестана.

## Социально-экономический портрет
По уровню социально-экономического развития Терские меннонитские колонии были одними из самых развитых в Терской области. Колонии располагали собственной пожарной частью. Кроме того, в колонии Николаевка № 9 располагался детский приют, попечителем которого был Генрих Гюнтер, а позже Шмидт.
В колонии Тальма имелась аптека, в которой производились лекарства. Изготавливали их К. Фаст и Ф. Энсс. Для оказания первой медицинской помощи в некоторых колониях были созданы амбулатории, в которых также принимали и роды. Первыми акушерками и медсестрами в колониях стали А. Функ, Г. Варкентин, Маргаретта Фаст.
Первоначально после переселения обучение детей проводилось дома. Позже был организован «Lehrerkollegium» — школьный совет, председателем которого был К. Пеннер. Школьный совет состоял из Франца Энсса, Бернарда Фаста и Генриха Суккау. С 1901 года открываются начальные меннонитские училища: в 1901 году были открыты училища в колониях Николаевка и Константиновка; в 1902 — Харче, Тарановке, Сулаке, Претории, Остгейме, Мидельбурге; в 1904 и 1905 годах — в Тальме и Марьяновке; в 1907 году — в Александровке, Вандерлоо, Камышляке, Рорбахе.
Земля, купленная поселенцами, была малопригодна для ведения сельского хозяйства, большей частью она представляла собой солончак. Кроме того, колонии располагались в засушливых районах Присулакской низменности. Для успешного ведения сельского хозяйства и полива сельхозугодий поселенцами были прорыты два канала — Тальма и Ричард (совр. Тарсакан), бравшие начало из реки Сулак. Это позволяло собирать до двух урожаев в год. Колонистами выращивались озимая пшеница, ячмень, овес, зерно, сахарный тростник и овощи.
Частые наводнения на реке Сулак приводили к подтоплениям поселков, и распространению в них болезней. Так, в 1905 г. в результате вспыхнувшей эпидемии брюшного тифа и малярии погибли 105 человек. В том же году для защиты колоний от наводнений была построена дамба.
Из-за отдаленности колоний от крупных торговых центров и городов (Хасавюрта, Петровск-Порта), в них открывались магазины, торговавшие различной продукцией — в Тальме (владелец Иоган Дерксен), Харче (Даниэль Бошман) и Рорбахе (Якоб Ремпель). В Николаевке также располагался хозяйственный магазин (владельцы братья Корнелиус и Франц Тойс).
В 1912 году в Николаевке было открыто отделение Госбанка.
Для помола пшеницы были построены мельницы в Тальме (владелец Иоган Никель) и Николаевке (Давид Классен). Также в колониях действовали плотничьи мастерские, кузницы и кирпичные заводы.
Дважды, в 1908 и 1913 гг., колонии посещали губернаторы Терской области — А. С. Михеев и С. Н. Клеймер.

## Религиозная жизнь
При переселении в колониях было создано две церковные конгрегации (объединения) — «Церковь меннонитов» и «Терская церковь братьев меннонитов». 

Первая была создана в 1902 году. Первый её молитвенный дом был построен в колонии Харч, второй в 1908 году в колонии Мюдельбург. В конгрегации состояло 1078 человек. Первым и единственным пастырем был Франц Энсс. В церковный совет входили: Вильгельм Зудерман, Дитрих Дерксен, Корнелиус Фаст, Бернхард Фаст, Дитрих Классен. Позже — Генрих Бальцер, Герхард Вейнс, Генрих Регер, Яков Берг, Беньямин Эверт, Корнелиус Классен и Иоган Дюк.
Вторая конгрегация была создана в 1901 году. Молитвенный дом располагался в колонии Тальма. В разные годы пастырями были Якоб Дерксен и Х.Шмидт. Церковный совет состоял из: Корнелиуса Виттенберга, Давида Волька, Герхарда Вейнса, Герхарда Суккау, Иогана Луппа.
Обе конгрегации были расторгнуты в 1923 году после выселения колонистов.

## Верховные старосты колоний
1. Герхард Шмидт - с 1901 по ? гг.
2. Герхард Регер - с ? по ? гг.
3. Тойс - с ? по 1915 г.
4. Корнелиус Пеннер - с 1915 по 1917 гг.

## Список колоний
| название колонии            | количество жителей (1918 г.) | современное название   |
| --------------------------- | ---------------------------- | ---------------------- |
| Вандерлоо № 1               | 120                          | Львовское №1           |
| Харч № 2 (Львов № 1)        | 120                          | Львовский № 2          |
| Тальма № 3                  | 130                          | Львовский № 3 (Турзин) |
| Константиновка № 4          | 150                          | Львовский № 4 (Ариалу) |
| Сулак № 5                   | 140                          | Львовский № 5          |
| Александровка № 6           | 120                          | Львовский № 6          |
| Марьяновка № 7              | 140                          | Львовский № 7          |
| Рорбах № 8 (Татьяновка № 8) | 147                          | Львовский № 8          |
| Николаевка № 9              | 120                          | Львовский № 9          |
| Миддельбург № 10            | 150                          | Львовский № 10         |
| Претория № 11               | 150                          | Львовский № 11         |
| Остгейм № 12                | 150                          | Львовский № 12         |
| Тарановка № 13              | 150                          | Львовский № 13         |
| Камышляк № 14               | 150                          | Львовский № 14         |
| Каплан № 15                 | 150                          | Львовский № 15         |
| Аграхан № 16                | 200                          | Львовский № 16         |
| Акташ № 17                  | 60                           | Львовский № 17         |